# Evangelische Kirche Lerbeck

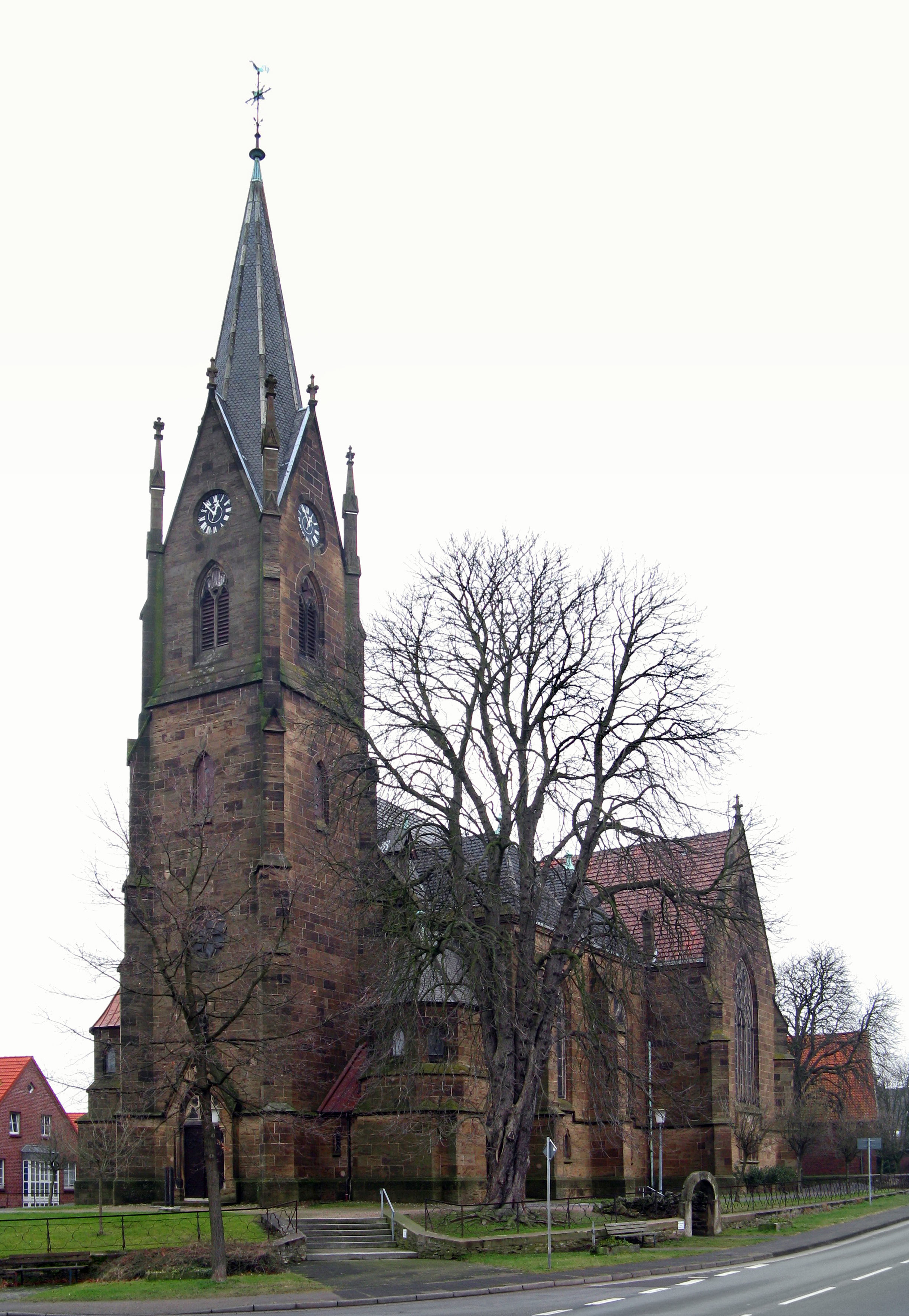
Evangelische Kirche Lerbeck

Die Evangelische Kirche Lerbeck steht in Lerbeck, einem Ortsteil der ostwestfälischen Stadt Porta Westfalica im Kreis Minden-Lübbecke in Nordrhein-Westfalen. Die Kirchengemeinde Lerbeck, die auch die Ortsteile Nammen und Neesen sowie den Mindener Stadtteil Meißen umfasst, gehört zum Kirchenkreis Minden der Evangelischen Kirche von Westfalen.

## Beschreibung
Die Grundsteinlegung der neugotischen Hallenkirche aus Quadermauerwerk erfolgte am 26. April 1888, die Einweihung am 13. Juli 1892. Sie wurde nach einem Entwurf des Architekten Heinrich Hutze aus Barkhausen anstelle eines gotischen Vorgängers aus dem 17. Jahrhundert erbaut, und besteht aus einem Kirchturm im Westen, einem Langhaus, einem Querschiff und einem eingezogenen, dreiseitig geschlossenen Chor im Osten. Die Außenwände werden von Strebepfeilern gestützt, die des Kirchturms laufen als Fialen aus. Das oberste Geschoss des Kirchturms beherbergt hinter den Klangarkaden den Glockenstuhl. Im Giebel darüber befinden sich die Zifferblätter der Turmuhr. 
Der mit umlaufenden Emporen ausgestattete Innenraum ist mit einem Kreuzrippengewölbe überspannt. Die Kirchenausstattung stammt aus der Bauzeit.